# Tom Rachman
Tom Rachman (geboren 1974 in London) ist ein britisch-kanadischer Journalist und Schriftsteller.

## Leben
Rachman wuchs in Vancouver (Kanada) auf. Er studierte Film an der University of Toronto und Journalismus an der Columbia University mit Abschluss als Master. Ab 1998 arbeitete er als Redakteur für Associated Press (AP) in New York City und zeitweilig als Reporter in Indien und Sri Lanka. 2002 ging er als AP-Auslandskorrespondent nach Rom. Seit 2006 arbeitete Tom Rachman in Teilzeit als Redakteur für die International Herald Tribune in Paris. 
The Imperfectionists ist sein erster Roman und wurde zeitgleich in zehn Ländern publiziert. Für sein Roman-Debüt erhielt er in den USA einen der höchsten Vorschüsse, die in den letzten zehn Jahren für ein Erstlingswerk bezahlt worden sind. Brad Pitt kaufte die Filmrechte. Das Buch wurde vielfach rezensiert, in Deutschland unter anderem von der Frankfurter Allgemeinen Zeitung und der Süddeutschen Zeitung. Christopher Buckley schrieb in The New York Times über The Imperfectionists: „Dieser erste Roman von Tom Rachman [...] ist so gut, dass ich ihn zweimal lesen musste [...].“ The New York Times bezeichnete ihn als gleichermaßen „Liebesbrief und Epitaph auf die Welt der Zeitungen“. Der Focus schrieb: „Er setzt der alten Welt aus Papier, Druckerschwärze und verqualmten Redaktionsräumen, aus Eilmeldung, hastigen Interviews und nervtötender Zeilenschinderei ein Denkmal.“
In Deutschland erschien der Journalistenroman außerdem in einer gekürzten Lesefassung als Hörbuch, gelesen von Heikko Deutschmann. 
Rachman ging nach dem weltweiten Erfolg von The Imperfectionists von Rom zurück nach London, um sich dort ganz dem Schreiben zu widmen.
Sein zweiter Roman The Rise and Fall of Great Powers erschien 2014. Der Roman löste bereits kurz nach Erscheinen ein breites Presseecho aus.
2017 erschien Basket of Deplorables, ein Band mit Storys über USA unter Trump, der auch auf der Shortlist für den Edge Hill Prize for best collection of stories stand.
Sein dritter Roman The Italian Teacher (2018) wurde für den Costa Book Award 2018 in der Kategorie Roman nominiert.

## Werke
- The Imperfectionists. Novel (2009) 
  - Die Unperfekten. Roman. Aus dem Englischen von Pieke Biermann. Deutscher Taschenbuch Verlag, München 2013 ISBN 978-3-423-24821-1
- The Rise and Fall of Great Powers. Novel (2014)
  - Aufstieg und Fall großer Mächte. Roman Aus dem Englischen von Bernhard Robben. dtv Verlagsgesellschaft, München 2014, ISBN 978-3-423-28035-8.
- Basket of Deplorables. Stories (2017)
- The Italian Teacher. Novel (2018)
  - Die Gesichter. Roman. Aus dem Englischen von Bernhard Robben. dtv Verlagsgesellschaft, München 2018, ISBN 978-3-423-28969-6.